# 比利亚维西奥萨
比利亚维西奥萨，是西班牙阿斯图里亚斯的一个市镇。总面积276平方公里，总人口13951人（2001年），人口密度51人/平方公里。